# Tom Paquot
Tom Paquot (Rocourt, 22 september 1999) is een Belgisch wielrenner die anno 2023 rijdt voor Intermarché-Circus-Wanty.

## Carrière
Paquot reed in 2018 voor AGO-Aqua Service en in 2019 en 2020 voor diens opvolger Bingoal WB Development Team. Nadat hij in 2019 stage heeft gelopen bij Wallonie-Bruxelles reed hij vanaf 2021 voor het Pro Team Bingoal Pauwels Sauces WB. Na het seizoen van 2022 maakte Paquet voor 2023 de overstap naar de UCI World Tour-ploeg Intermarché-Wanty.

## Palmares
2019
4e etappe Ronde van Luik
2020
Memorial Fred De Bruyne

## Resultaten in voornaamste wedstrijden
| Jaar | Ronde van Italië | Ronde van Frankrijk | Ronde van Spanje |
| ---- | ---------------- | ------------------- | ---------------- |
| 2021 |                  |                     |                  |
| 2022 |                  |                     |                  |
| 2023 |                  |                     |                  |
| 2024 |                  |                     | opgave           |
| 2025 |                  |                     |                  |

| Jaar | Milaan-San Remo | Ronde van Vlaanderen | Parijs-Roubaix | Amstel Gold Race | Luik-Bast.‑Luik | Waalse Pijl | Brabantse Pijl |
| ---- | --------------- | -------------------- | -------------- | ---------------- | --------------- | ----------- | -------------- |
| 2021 |                 | opgave               | buit.tijd      |                  |                 | opgave      |                |
| 2022 |                 |                      |                |                  | 89e             | 118e        | opgave         |
| 2023 |                 |                      |                |                  | opgave          | 140e        | opgave         |
| 2024 | 162e            |                      |                | opgave           |                 | opgave      | 76e            |
| 2025 | 166e            |                      |                |                  | opgave          | opgave      | 78e            |

#### Resultaten in kleinere rondes
| Jaar | Tour Down Under | Ronde van de VAE | Ronde van Catalonië | Ronde van het Baskenland | Ronde van Romandië | Critérium du Dauphiné |
| ---- | --------------- | ---------------- | ------------------- | ------------------------ | ------------------ | --------------------- |
|      |                 | 73e              | opgave              | opgave                   |                    | 101e                  |
| 2024 | 113e            | 48e              |                     | opgave                   | 115e               | opgave                |
| 2025 | 133e            |                  |                     |                          |                    |                       |

## Ploegen
- 2018 –  AGO-Aqua Service
- 2019 –  Bingoal WB Development Team
- 2019 –  Wallonie-Bruxelles (stagiair vanaf 18 september)
- 2020 –  Bingoal WB Development Team
- 2021 –  Bingoal Pauwels Sauces WB
- 2022 -  Bingoal Pauwels Sauces WB
- 2023 –  Intermarché-Circus-Wanty
- 2024 –  Intermarché-Wanty
- 2025 –  Intermarché-Wanty

Aniołkowski · Castrique · De Bie · Dupont · Huys · Livyns · Menten · Mertz · Molly ·Paasschens · Paquot · Peyskens · Rex · Robeet · Suter · Vallée · Vanendert · Venner · L. Wirtgen · T. Wirtgen · De Maeght (stagiair) · Desal (stagiair)
Aniołkowski · Blouwe · De Maeght · Desal · Dupont · Lauk · Livyns · Meens · Menten · Mertz · Molly ·Paasschens · Paquot · Peyskens · Rex · Robeet · Tietema (vanaf 1/2) · Tizza · Venner · Viviani (vanaf 21/3) · L. Wirtgen · T. Wirtgen · Desmarets (stagiair) · Dopchie (stagiair)
Bonifazio · Bystrøm · Calmejane · Costa · De Gendt · De Pooter · Girmay · Goossens · Herregodts · Huys · Johansen · Marit · Meintjes · Mihkels · Page · Paquot · Petilli · Petit · Planckaert · Rex · Rota · Smith · Taaramäe · Teunissen · Thijssen · van der Hoorn · van Poppel · Vliegen · Zimmermann
Braet · Busatto · Calmejane · Colleoni · De Pooter · Faure Prost · Girmay · Goossens · Herregodts · Kuypers(vanaf 4/4) · Marit · Meintjes · Mihkels · Page · Paquot · Petilli · Petit · Planckaert · Rex · Rota · Smith · Taaramäe · Teunissen · Thijssen · van der Hoorn · Van Hoecke · van Poppel · van Sintmaartensdijk · Zimmermann · Dolven(stagiair)